# Walisische Sprache

Anteil der Walisisch sprechenden Einwohner in Wales gemäß dem Zensus von 2021

Walisisch (auch Kymrisch; Eigenbezeichnung Cymraeg, [kəmˈrɑːɨɡ], anhörenⓘ) oder – mit Artikel – y Gymraeg [ə ɡəmˈrɑːɨɡ]; ist eine keltische Sprache und bildet zusammen mit dem Bretonischen und dem Kornischen die britannische Untergruppe der keltischen Sprachen; sie ist mithin eine sogenannte p-keltische Sprache. Walisisch wird in Wales von etwa 750.000 Menschen gesprochen. Damit hat es die meisten muttersprachlichen Sprecher unter den keltischen Sprachen. In Wales ist es, neben dem Englischen, Amtssprache und Schulsprache. Es gibt zwei Hauptdialekte, einen nördlichen und einen südlichen.

## Zahlen
Das Walisische ist im Unterschied zu anderen keltischen Sprachen noch sehr lebendig, da es nach wie vor von vielen Kindern in Wales als Muttersprache erlernt und in allen Gesellschaftsschichten des Landes gesprochen wird. In einigen Landesteilen, insbesondere im Norden, stellen Walisisch-Sprecher die Mehrheit der Bevölkerung mit einem Anteil von bis zu 70 % der Einwohner einzelner Kommunen. Die absolute Zahl der Sprecher steigt in jüngster Zeit wieder. Seit Wales über ein eigenes Regionalparlament, den Senedd Cymru, verfügt, sind die Maßnahmen zur Förderung des Walisischen verstärkt worden. Als identitätsstiftendes Element ihres Landes befürworten auch zahlreiche Waliser, die die Sprache selbst nicht beherrschen, ihre Förderung und Verbreitung.
Laut der Volkszählung von 2021 sprechen 17,8 % der Einwohner von Wales Walisisch. Im Jahr 2011 waren es 19 %, im Jahr 2001 20,5 %. Über begrenzte Walisischkenntnisse (z. B. nur Lesekenntnisse) verfügten 2011 weitere 8 % der Bevölkerung. Die Aussichten für den Erhalt der Sprache sind recht gut, in ländlichen Gebieten wird oft noch überwiegend Walisisch gesprochen. Eine bedeutende Rolle spielt dabei die Jugendorganisation Urdd Gobaith Cymru.
Außerhalb von Wales wird Walisisch im Chubut-Tal in der argentinischen Provinz Chubut in Patagonien gesprochen.
Am 7. Dezember 2010 nahm das walisische Parlament eine Gesetzesvorlage an, die das Walisische zur offiziellen Amtssprache in Wales neben dem Englischen erhob. Seit dem Jahr 2000 erhalten alle Schüler in Wales Walisischunterricht, entweder es dient als Erstsprache, d. h. es ist Unterrichtssprache, oder sie lernen es als Fremdsprache. An 20 % der Schulen in Wales ist Walisisch erste Unterrichtssprache.
Der Sprachcode nach ISO 639-1 ist cy, nach ISO 639-2(B) wel und nach ISO 639-2(T) cym.

Rückgang des Walisischen seit 1750
Um 1750
Um 1800
Um 1850
Um 1900

Einsprachig Walisisch

Zweisprachig Walisisch/Englisch

Einsprachig Englisch

## Aussprache

Die Position der Formanten bei einem Walisischsprecher aus Bangor

Sprecher des Walisischen nach dem Zensus von 2011

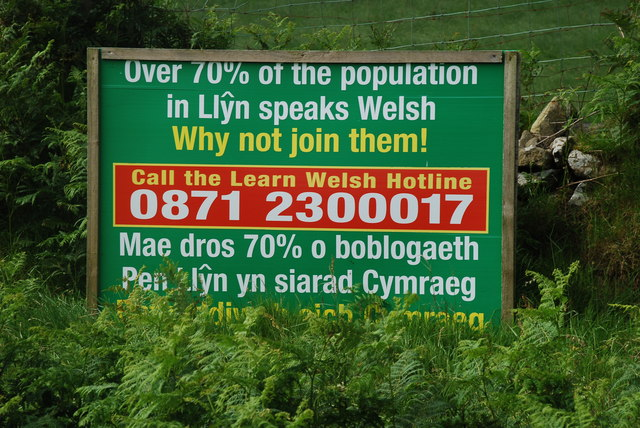
Ein Schild mit Werbung für das Erlernen des Walisischen

Das walisische Alphabet enthält die folgenden Buchstaben:
a b c ch d dd e f ff g ng h i j l ll m n o p ph r rh s t th u w y
ch, dd, ff, ng, ll, ph, rh und th zählen als Einzelbuchstaben und werden auch so bei der Anordnung in Wörterbüchern behandelt.
k, q, v, x und z kommen in walisischen Wörtern nicht vor; j erscheint nur in englischen Lehnwörtern.
- a: a (kurz oder lang). IPA [⁠a⁠], [ɑː].
- ae: etwa wie deutsches ei. IPA [ai] Manchmal wie deutsches äj.
- b: b. IPA [⁠b⁠] Am Ende des Wortes oft p, wie im Deutschen.
- c: k. IPA [⁠k⁠]
- ch: wie deutsches ch in ach (nie wie in ich). IPA [⁠χ⁠]
- d: d. IPA [⁠d⁠] Am Ende des Wortes oft t, wie im Deutschen.
- dd: stimmhaftes th wie im englischen this. IPA [⁠ð⁠] Am Ende des Wortes oft stimmloses th.
- e: e, ä (kurz oder lang). IPA [eː], [⁠ɛ⁠]
- f: wie w im Deutschen. IPA [⁠v⁠]
- ff: wie f im Deutschen. IPA [⁠f⁠]
- g: g. IPA [⁠ɡ⁠] Am Ende des Wortes oft k, wie im Deutschen.
- ng: fast immer wie ng in Ding [⁠ŋ⁠], nur ausnahmsweise wie n + g [ŋɡ].
- ngh: ng mit hörbarem h. IPA [ŋ̍]
- h: h. IPA [⁠h⁠]
- i: wie i (kurz oder lang) bzw. vor Vokalen (inkl. w!) wie deutsches j. IPA [iː], [⁠ɪ⁠], [⁠j⁠]
- j: wie englisch j. IPA [⁠d͡ʒ⁠]
- l: l. IPA [⁠l⁠]
- ll: stimmloses frikatives l. (Entsteht, wenn in der Mundstellung für l ein Zischlaut ausgesprochen wird; von Englischsprechern oft als thl oder khl gehört. Hat Ähnlichkeit zum deutschen ch in Becher, allerdings berührt die Zungenspitze dabei die Rückseite der Schneidezähne.) IPA [⁠ɬ⁠]
- m: m. IPA [⁠m⁠]
- mh: m mit folgendem h. IPA [m̩]
- n: n. IPA [⁠n⁠]
- nh: n mit folgendem h. IPA [n̩]
- o: o (kurz oder lang). IPA [oː], [⁠ɔ⁠]
- oe: etwa wie deutsches eu. IPA [ɔɨ]
- ow: wie ow im englischen „blow“. Kommt nur sehr selten vor. IPA [oʊ]
- p: p. IPA [⁠p⁠]
- ph: wie f im Deutschen. IPA [⁠f⁠]
- r: stark gerolltes stimmhaftes r wie im Spanischen. IPA [⁠r⁠]
- rh: stark gerolltes stimmloses r mit gleichzeitig ausgesprochenem, deutlich hörbarem h. IPA [r̩]
- s: stimmloses s. IPA [⁠s⁠]
- si: sch. IPA [⁠ʃ⁠]
- t: t. IPA [⁠t⁠]
- th: stimmloses th wie im englischen thing. IPA [⁠θ⁠]
- u: In Südwales wie i; in Nordwales mehr oder weniger wie y in Pyramide (kurz oder lang; = IPA [i]).
- w: wie deutsches u (kurz oder lang) bzw. vor Vokalen wie englisches w. IPA [uː], [⁠ʊ⁠], [⁠w⁠]
- wy: entweder wie ui oder wie englisch wi in wit oder wie (britisch-)englisch wer in follower. IPA [ʊɨ]
- y: (1) In einsilbigen Wörtern und in der letzten Silbe von mehrsilbigen Wörtern wie walisisches u (siehe oben). (2) Sonst wie unbetontes deutsches e in bitte. – Cymry = ‚Waliser‘ (Plural) lautet etwa wie kömri, aber ohne Lippenrundung des ö ([ˈkəmɾɪ]).

Vokale können kurz oder lang sein:
- kurz sind
  - alle unbetonten Vokale sowie
  - betonte Vokale vor Konsonantengruppen (ch, dd, ff, ll, th sind jedoch jeweils Einzelkonsonanten!) und vor p, t, c, m, ng und Vokale, die mit einem Gravis markiert sind (à, è usw.; das gibt es sehr selten in einigen Fremdwörtern).
- lang sind betonte Vokale vor b, ch, d, dd, f, ff, g, s, th, einfachem n, einfachem r und Vokale, die mit einem Zirkumflex markiert sind (â, ê, î, ô, ŵ, ŷ).

Die Betonung liegt, von wenigen Ausnahmen abgesehen, auf der zweitletzten Silbe: brénin = ‚König‘, brenhínes = ‚Königin‘, breninésau = ‚Königinnen‘. Eine der Ausnahmen ist Cymráeg = ‚kymrisch‘, denn ae oder oe gilt als zwei Silben.

## Grammatik

### Anlautveränderungen
Eine Besonderheit des Walisischen (wie auch der anderen inselkeltischen Sprachen) sind die Anlautmutationen (engl. initial mutations, kymr. treigladau). Unter bestimmten Bedingungen wird der anlautende Konsonant eines Wortes durch einen anderen auf regelmäßige Art und Weise ersetzt.
Anlautveränderungen können durch das vorausgehende Wort (Artikel, Possessivpronomen, Präpositionen) ausgelöst werden oder durch die syntaktische Position oder Funktion des Wortes im Satz selbst (Subjekt, Objekt, adverbielle Verwendung).
Es gibt dabei mehrere Arten der Anlautveränderung: Lenierung (soft mutation, treiglad meddal), Nasalierung (nasal mutation, treiglad trwynol) und Aspirierung (aspirate od. spirant mutation, treiglad llaes). (Die Bezeichnungen sind phonetisch ungenau, haben sich aber eingebürgert.)
So löst z. B. das Possessivpronomen der 2. Person Singular dy (‚dein‘) Lenierung aus; das der 1. Person Singular fy (‚mein‘) Nasalierung; und das der 3. Singular feminin ei (‚ihr‘) Aspirierung. Die folgende Tabelle veranschaulicht die Auswirkungen der verschiedenen Anlautveränderungen (k.V. = keine Veränderung, d. h., es wird die Grundform verwendet):
| Grundform          | Lenierung    | Nasalierung | Aspirierung |
| ------------------ | ------------ | ----------- | ----------- |
| pen – ‚Kopf‘       | dy ben       | fy mhen     | ei phen     |
| tad – ‚Vater‘      | dy dad       | fy nhad     | ei thad     |
| ci – ‚Hund‘        | dy gi        | fy nghi     | ei chi      |
| brawd – ‚Bruder‘   | dy frawd     | fy mrawd    | [k.V.]      |
| dant – ‚Zahn‘      | dy ddant     | fy nant     | [k.V.]      |
| gwallt – ‚Haar‘    | dy wallt [1] | fy ngwallt  | [k.V.]      |
| mam – ‚Mutter‘     | dy fam       | [k.V.]      | [k.V.]      |
| llaw – ‚Hand‘      | dy law       | [k.V.]      | [k.V.]      |
| rhan – ‚Teil‘      | dy ran       | [k.V.]      | [k.V.]      |
| arian [2] – ‚Geld‘ | [k.V.]       | [k.V.]      | ei harian   |
- [1] g wird bei Lenierung völlig getilgt.
- [2] Diese Regel gilt für alle Wörter mit einem vokalischen Anlaut.

Besonders „anfällig“ für die Lenierung sind außerdem feminine Substantive. So wird etwa bei Voranstellung des bestimmten Artikels oder des Zahlwortes un (eine) das Nomen und darauf bezogene Adjektive leniert.
Am Beispiel cath (Femininum, dt.: ‚Katze‘) zeigt sich:
- cath wen – ‚(eine) weiße Katze‘ (irgendeine)
- y gath wen – ‚die weiße Katze‘
- un gath wen – ‚eine weiße Katze‘ (nicht zwei)

Im Gegensatz zu ci (Maskulinum, dt.: ‚Hund‘):
- ci gwyn – ‚(ein) weißer Hund‘
- y ci gwyn – ‚der weiße Hund‘
- un ci gwyn – ‚ein weißer Hund‘

### Substantive
Das Walisische unterscheidet zwischen maskulinen und femininen Substantiven, ein Genusunterschied wird jedoch generell nur im Singular markiert. Ein Effekt des Genus ist, dass eine Lenierung eines femininen Substantivs (im Singular) erfolgt, wenn der Artikel davor steht (siehe oben unter „Anlautmutation“): cath – ‚(eine) Katze‘, aber y gath – ‚die Katze‘. Der Artikel selbst zeigt jedoch keine unterschiedlichen Formen des Genus. Steht das Substantiv im Plural, erfolgt die Lenierung nicht: cath – ‚(eine) Katze‘, cathod – ‚Katzen‘ (pl.) – y cathod ‚die Katzen‘.
Der Plural kann auf verschiedene Weise gebildet werden:
- durch Anhängen eines Pluralsuffixes: afal ‚Apfel‘ – Pl. afalau;
- durch Umlaut: Cymro ‚Waliser‘ – Pl. Cymry;
- durch Suffix und Umlaut bzw. Vokaländerung: nant ‚Schlucht‘ – Pl. nentydd.
- Eine Reihe von Substantiven leitet den Singular mittels Suffix vom Plural ab (sogenannte Singulative):
  - sêr ‚Sterne‘ – Sg. seren ‚Stern‘.
  - adar ‚Vögel‘ – Sg. aderyn ‚Vogel‘.

### Adjektive
Eine kleine Anzahl Adjektive besitzt gesonderte feminine Formen:
- trwm ‚schwer‘ – fem. trom
- gwyn ‚weiß‘ – fem. gwen

Generell jedoch wird dieselbe Form nach maskulinen und femininen Substantiven verwendet. Viele der gesonderten femininen Formen sind inzwischen darüber hinaus auch außer Gebrauch geraten.
Unabhängig davon zeigt ein Adjektiv Lenition, wenn es bei einem femininen Substantiv steht, zum Beispiel y gath fach – ‚die kleine Katze‘ (zu bach = ‚klein‘).
An Steigerungsformen besitzt das Walisische neben dem Komparativ und dem Superlativ noch einen Äquativ („so … wie“):
| Positiv | Äquativ     | Komparativ | Superlativ |
| ------- | ----------- | ---------- | ---------- |
| teg     | (cyn) deced | tecach     | tecaf      |
| schön   | so schön    | schöner    | schönst-   |

### Präpositionen
Eine Besonderheit des Walisischen (und anderer inselkeltischer Sprachen) sind die konjugierten Präpositionen. Die konjugierte Form erscheint nur, wenn als Ergänzung der Präposition ein Personalpronomen auftritt (also die Wörter i, ni, ti etc. in der folgenden Tabelle):
|   | Sg.                                     | Pl.                     |
| 1 | arna i – ‚auf mir‘                      | arnon ni – ‚auf uns‘    |
| 2 | arnat ti – ‚auf dir‘                    | arnoch chi – ‚auf euch‘ |
| 3 | arno fe – ‚auf ihm‘ arni hi – ‚auf ihr‘ | arnyn nhw – ‚auf ihnen‘ |

### Wortstellung

#### Satzbau
Walisisch ist ein klassisches Beispiel einer VSO-Sprache, d. h. die normale, unmarkierte Wortstellung im Walisischen ist Verb – Subjekt – Objekt. Genauer gesagt ist damit gemeint, dass eine finite Verbform am Satzanfang steht, Infinitive jedoch meistens nicht, letztere finden sich dann im Satzinneren zwischen Subjekt und Objekt. Beispiele:
• Finites Vollverb am Satzanfang
| Rhoddodd | yr  | athro  | lyfr       | i’r | bachgen. |
| Gab      | der | Lehrer | [ein] Buch | dem | Jungen.  |
‚Der Lehrer gab dem Jungen ein Buch.‘
• Hilfsverb am Satzanfang:
Beispielsweise ist das Perfekt im Walisischen eine Hilfsverbkonstruktion. Das Perfekt wird ausgedrückt, indem ein Hilfsverb mit der Bedeutung „sein“ am Satzanfang steht, gefolgt von einer Partikel wedi (wörtlich: „nach“) und der infiniten Form des Hauptverbs im Satzinneren:
| Mae | Dafydd | wedi      | cymryd | modur | Rhiannon. |
| Ist | Dafydd | (Perfekt) | nehmen | Auto  | Rhiannon. |
‚Dafydd hat Rhiannons Auto genommen‘

#### Wortstellung in der Nominalphrase
Adjektive folgen meist dem Substantiv, das sie beschreiben:
| y   | ddraig | goch |
| der | Drache | rot  |
‚der rote Drache‘
Eine der wenigen Ausnahmen ist z. B. hen, alt. Es wird vor dem Substantiv verwendet und löst dessen Lenierung aus:
| yr  | hen | ddyn |
| der | alt | Mann |
‚der alte Mann‘